# Médéric Martin

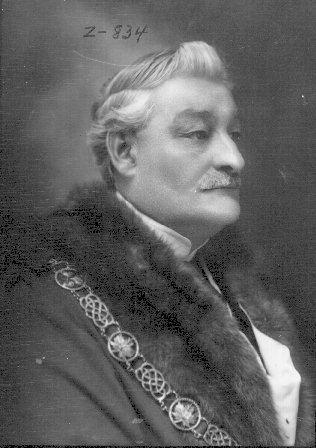
Médéric Martin

Médéric Martin (* 22. Januar 1869 in Montreal; † 12. Juni 1946 in Laval) war ein kanadischer Industrieller und Politiker (Liberale Partei). Von 1906 bis 1917 war er Abgeordneter der Unterhauses, von 1914 bis 1924 und von 1926 bis 1928 amtierte er als Bürgermeister der Stadt Montreal.

## Biografie
Der Sohn eines Schreiners besuchte die Schulen in Montreal und absolvierte das Collège in Saint-Eustache. Später erwarb er eine Zigarrenfabrik und erarbeitete sich dadurch ein beträchtliches Vermögen. Seine politische Karriere begann 1906, als er im selben Jahr in den Stadtrat von Montreal gewählt wurde und ebenso eine Nachwahl im Unterhaus-Wahlkreis Sainte-Marie für sich entschied. Auf nationaler Ebene blieb er stets ein Hinterbänkler, schaffte aber 1908 und 1911 erfolgreich die Wiederwahl. 1917 verzichtete er auf eine weitere Kandidatur. Martin konzentrierte sich auf die städtische Politik und hatte bei den Frankophonen Erfolg, indem er in populistischer Manier Stimmung gegen den einflussreichen anglophonen Teil der Bevölkerung machte. Nachdem er 1910 abgewählt worden war, zog er zwei Jahre später erneut in den Stadtrat ein.
Martin trat zur Bürgermeisterwahl 1914 an und war mit 54 % der Stimmen erfolgreich. Mit seiner Wahl endete das bisherige Rotationsprinzip zwischen französisch- und englischsprachigen Bürgermeistern. Während seiner Amtszeit fusionierten zahlreiche Vororte mit Montreal, wodurch die Bevölkerung nun mehrheitlich französischsprachig war. Dabei handelte es sich allerdings überwiegend um Gemeinden mit ärmlichen Arbeitervierteln, die sich beim Ausbau der Infrastruktur finanziell übernommen hatten. Verbunden mit den sozialen Auswirkungen des Ersten Weltkriegs bürdete sich Montreal eine derart große Schuldenlast auf, dass die Provinzregierung die Stadt von 1918 bis 1921 unter Treuhandverwaltung stellen musste. Trotz dieser Probleme und der Tatsache, dass die Stadtverwaltung wiederholt in Korruptionsfälle verstrickt war, wurde Martin 1916, 1918 und 1921 als Bürgermeister wiedergewählt.
Bei der Bürgermeisterwahl 1924 unterlag Martin knapp seinem Herausforderer Charles Duquette. Dieser stolperte über einen weit reichenden Korruptionsskandal bei der Montrealer Polizei. 1926 gelang Martin somit erneut die Wahl zum Bürgermeister. Schließlich unterlag er 1928 Camillien Houde. 1919 war Martin vom Vizegouverneur zum Mitglied des Legislativrates ernannt worden. Dem Oberhaus der Provinz Québec gehörte er danach bis zu seinem Tod an. Nach ihm benannt ist der Pont Médéric-Martin, eine Brücke zwischen Montreal und Laval.